# Papaya Coconut (sång)
Papaya Coconut är en svensk sång skriven av Ingela Forsman och Lasse Holm. Den spelades in av Kikki Danielsson och gavs ut på albumet Papaya Coconut som släpptes 1986, och har kommit att bli en av hennes mest kända sånger genom åren. Papaya Coconut låg på Svensktoppen i tolv veckor under perioden 11 januari-29 mars 1987, varav sex veckor på förstaplatsen.
Kikki Danielssons originalinspelning av sången användes även i filmen Sune i fjällen 2014.

## Papaya Coconut (Come Along)
1998 spelade Kikki Danielsson in en ny version tillsammans med Dr. Alban och släppte singeln Dr. Alban vs. Kikki Danielsson - Papaya Coconut (Come Along) den 21 september 1998. Dr Alban hade skrivit en ny text på engelska och musiken var omarrangerad från "klassisk" svensktoppspop till eurodance. Den hamnade som högst på plats 22 på den svenska singellistan. Den här versionen fanns även med som sista spår på albumet Dagar som kommer och går av Kikki Danielssons orkester 1998.
2012 kunde låten höras i reklamen för Samsung Galaxy S II.

### Låtlista: Papaya Coconut (Come Along)
1. Papaya Coconut (Radio Edit)
2. Papaya Coconut (Extended Mix)
3. Papaya Coconut (PN's Dub Doctor Mix)
4. Come Along

## Andra inspelningar
- Den svenska gruppen Lars Vegas trio spelade in sången på sin maxisingel-CD Kikki Resque från 1993 [5].
- På Smurfhits 6 från 1999 hette den "Jag sprayar håret rött"  [6].
- Den svenske bitpopartisten Goto80 har gjort en cover i chipversion, som återfinns på hans EP-skiva "Papaya EP" från 2001.
- Låten framfördes av Larz-Kristerz i Dansbandskampen 2008. Bandet tolkade även låten på albumet Hem till dig 2009 [7].
- En version i radioprogrammet Framåt fredag hette "En Pava rött" och handlade om alkoholdrickande på fredagskvällen [8].

## Listplaceringar
| Lista (1998) | Topplacering |
| ------------ | ------------ |
| Sverige      | 22           |